# Alexander Runciman
Alexander Runciman (ur. 15 sierpnia 1736 w Edynburgu, zm. 4 października 1785 tamże) – szkocki malarz dzieł o tematyce historycznej i mitologicznej.
Studiował w Foulis Academy w Glasgow. W wieku 30 lat wyjechał do Rzymu, gdzie spędził 5 lat i poznał m.in. Johanna Heinricha Füssli. Początkowo malował pejzaże, jednak szybko zwrócił się ku tematyce historycznej i mitologicznej. Namalował także kilka dzieł religijnych, np. ołtarz w kościele św. Patryka w Edynburgu. Jego młodszy brat John Runciman, który towarzyszył mu w podróży do Włoch, był obiecującym malarzem, ale zmarł młodo w Neapolu w 1768 lub 1769.